# Alfons VI. Portugalský
Alfonso VI. Portugalský, zvaný O Vitorioso (Vítězný) (21. srpna 1643 – 12. září 1683) byl v letech 1656–1675 portugalský král, druhý z dynastie Braganza.
Nastoupil na trůn po svém otci Janu IV. ve věku třinácti let. Jeho matka, Luisa de Guzmán, byla ustanovena regentkou, především pro jeho nízký věk. Chlapce ve věku tří let postihla nemoc, v jejímž důsledku bylo ochrnutí levé poloviny těla, kromě toho Alfonso byl i mentálně nevyvážený. Tyto problémy ve spojení s nezájmem o problémy země měly za následek prodloužení regentství jeho matky na dobu šesti let, až do roku 1662. Luisa dosáhla vojenských vítězství proti Španělsku v Ameixialu (8. června 1663) a Montes Claros (7. června 1665), které 13. února 1668 vyústily v uznání nezávislosti Portugalska částí Španělska.
Co se týče kolonií, během Luisina regentství Holanďané dobyli Jaffnapatam, poslední portugalskou kolonii na Srí Lance (1658) a 23. června 1661 proběhlo odstoupení Bombaje Anglii.
V roce 1662 se hrabě de Castelo-Melhor chopil příležitosti získat moc u dvora, když se stal přítelem mladého krále. Namluvil mu, že jeho matka má v úmyslu uchvátit moc a vypovědět ho z Portugalska. Výsledkem této intriky bylo, že se Alfonso ujal trůnu a matku poslal do kláštera.
Alfonso se v roce 1666 oženil s Marií Františkou de Savoy Nemours, dcerou vévody savojského, ale manželství trvalo jen krátce. Jeho manželka dosáhla anulace sňatku již následujícího roku (1667) pro královu impotenci. Marie Františka se poté provdala za Alfonsova bratra Petra, budoucího krále Petra II. V tomtéž roce Petr získal podporu potřebnou k tomu, aby přiměl krále k předání moci a stal se regentem. Alfonso odcestoval na azorský ostrov Terceira, kde strávil sedm let. Vrátil se do Portugalska nedlouho před svou smrtí v roce 1683.